# Kebero
Een kebero is een tweevellige trommel die voornamelijk gebruikt wordt bij traditionele muziek uit Ethiopië, Soedan en Eritrea. De kebero wordt voornamelijk gebruikt bij huwelijken en andere ceremonies. Hij werd voor het eerst gebruikt in de hoger gelegen gebieden in Ethiopië en verspreidde van daar uit naar de omliggende landen.
Voor het maken van het instrument wordt de uitgeholde stam van een boom gebruikt. Over de twee uiteinden wordt een stuk dierenhuid gespannen zodat er door middel van vibraties muziek kan worden gemaakt. Soms worden er ook zaken in het instrument gestopt zodat er andere klanken kunnen gevormd worden en de toonhoogte kan variëren.